# バドガール (漫画)
『バドガール!』は、朝吹まりによる日本の漫画作品。『りぼん』（集英社）にて2008年6月号から同年11月号にかけて連載された。単行本はりぼんマスコットコミックス（同）より全2巻が刊行された。

## あらすじ
中学入学直後、バレーボール部に入部した泉谷旭。しかし他の部員から「足を引っ張る」とバッシングを受け続け、約1か月で退部してしまった。そんな折、友人の本城羽海が出場するバドミントン大会の観戦に行ったところ、羽海のダブルスパートナーが体調不良で欠場するという。このままでは棄権するしかない羽海。旭は彼女の頼みを受け、パートナー代理として未知のコートに最初の一歩を記した。

## 登場人物
声の項はVOMIC版のもの。
泉谷 旭（いずみや あさひ）
声 - 名塚佳織
本作の主人公。青空中学1年生。以前はバレー部に所属していたがふとしたきっかけからバドミントンをプレーする事になった。
シャトルの動きを的確に読み取る勘で、身体能力（運動神経）の低さをカバーしている。
経験が浅く、選手としての実力はまだ低いものの、その潜在能力の高さは強豪校のコーチからも注目される。
本城 羽海（ほんじょう うみ）
声 - 沢城みゆき
旭の幼馴染であり親友。同じく中学1年生ながら女子バドミントン部の部長（ただし、青空中学の女子バドミントン部はもともと1年生のみの弱小部）。
バドミントンのコーチである父親からの手ほどきを受け、小さい頃から全国大会に出場するほどの実力を付けた。
攻撃力を重視した強力スマッシュなどのパワフルなプレイが得意だが、相手の動きを読まないのが欠点。
ある大会で出場できなくなった部員の代わりに旭を指名し、旭のバドミントン入門のきっかけを作った。
堀口 星斗（ほりうち せいと）
声 - 鈴木達央
旭と同じ中学校の2年生。男子バドミントン部員。実力は高いが、日頃は無気力かつ投げやりで冷めたような性格。
高岡 太陽（たかおか たいよう）
声 - 細谷佳正
堀口星斗の友人で、男子バドミントン部員。中学2年生。本城羽海とは小学校時代からのバドミントン仲間。
明るい性格でお調子者だが、練習は人一倍熱心。気まぐれで練習嫌いの星斗に悩まされている。
水希 圭（みずき けい）
声 -  植竹香菜
女子バドミントン部員。中学1年生。部員の中では最も背が高い、ボーイッシュな少女。
サバサバとした性格で、誰に対しても分け隔てなく話す。
本城羽海に強豪校からの引き抜き話が浮上した際には、自分たちも羽海のレベルに追い付くべきだと部員たちを鼓舞するなどリーダーシップにも優れる。
柊 一華（ひいらぎ いちか）
声 - 関山美沙紀
女子バドミントン部員。中学1年生。おとなしい性格の少女だが、高熱を押して試合に出ようとする芯の強さも持っている。
彼女の欠場がもとで旭が急遽代役に選ばれ、コートに立つことになった。
白石 杏子（しらいし あんず）
声 - 設楽麻美
女子バドミントン部員。中学1年生。少し太めの体形で、美人とは言い難いが、とても明るく愛嬌のある少女。
面倒見がよく、マネージャーを兼任している。部員たちからは「あんこ」と呼ばれている。
本城羽海の父親
声 - 千々和竜策
氏名不詳。青空中学女子バドミントン部のコーチで、以前は小学生のバドミントンクラブのコーチを務めていた。
羽海を幼い頃から鍛え、全国レベルの選手に育てた。強面だが、性格的にはお調子者でユーモアもある。
青空中学では、何よりも選手本人のやる気を重視したトレーニングを行っている。
野崎 マナ（のざき マナ）
声 - たなか久美
女子バドミントン部の顧問を務める先生。部員たちからは「マナティー」と呼ばれている。
ぼんやりしているようで意外に要領のいい人物だが詰めが甘い。
浅岡 美砂（あさおか みさ）
バドミントンの強豪校、早風中学の生徒。
本城羽海とは小学校時代のバドミントン仲間で、高い実力を持つ羽海が無名の青空中にいることが納得できず、早風中への引き抜きを試みる。

## ヴォイスコミック
集英社のヴォイスコミック「VOMIC」として、2008年6月6日からVOMIC公式サイトで配信された。

## 書誌情報
- 朝吹まり 『バドガール』 集英社〈りぼんマスコットコミックス〉、全2巻[1]
  1. 2008年10月5日発売、ISBN 978-4-08-856845-4
  2. 2009年6月15日発売、ISBN 978-4-08-856892-8

### アンソロジー
- 東日本大震災チャリティー漫画本 PARTY! HANA[注 1][3]（2011年8月5日発売[4]、メディアパル、ISBN 978-4-89610-201-7）
  - バドガール〜あぶない占い師編〜[注 2][5]